# Sarroca (Baén)
Sarroca és una antiga caseria, actualment masia aïllada, del terme municipal de Baix Pallars, a la comarca del Pallars Sobirà. Pertanyia a l'antic terme, suprimit el 1969, de Baén. El 2013 tenia 2 habitants.
Està situada a llevant de Baén, al sud-sud-est de Sant Sebastià de Buseu i a migdia de la caseria de Castellnou de Peramea. Sarroca té capella pròpia, depenent de Sant Andreu de Baén.
Una mica allunyada a ponent del poble, a l'altra banda de la vall, hi ha l'antiga església romànica de Sant Joan de Solans.

## Etimologia
Com els altres Sarroca que hi ha a Catalunya, procedeix de l'expressió llatina ipsa rocca (la roca), fent referència al lloc on es trobava emplaçat l'antic poble. És, doncs, un topònim romànic d'origen medieval.

## Història

### Edat contemporània
Pascual Madoz dedica un esment en el seu Diccionario geográfico... a Sarroca dins l'article corresponent a Baén, i l'anomena erròniament Sarroca de Barrabes. Només hi diu que Sarroca compta amb 1 veí (cap de casa) i 10 ànimes (habitants).

## Comunicacions
Mena a Sarroca la pista de Baén, que arrenca del punt quilomètric 295,2 de la carretera N-260, des d'on travessa la Noguera Pallaresa pel pont de Baén. Per aquesta carretera, de forta pujada i nombrosos revolts, s'arriba al poble de Baén en quasi 8 quilòmetres. Des d'aquest poble cal emprendre cap al sud per una altra pista, que en uns 6 quilòmetres més duu fins a les restes del poble de Buseu. Encara, des d'aquest poble cal seguir cap al sud-sud-est la pista que mena a 
Sarroca.